# Belgentiéroise
La belgentiéroise est une variété d'olives originaire de la vallée du Gapeau dans le Var.

## Origine
Elle tire son nom du village de Belgentier.

## Synonyme
Elle se nomme indifféremment Belgentiéroise ou Bougentie.

## Caractéristiques
Variété à grand développement, port érigé et vigueur moyenne, elle est utilisée aussi bien pour la confiserie en vert que pour l'obtention d'huile. Si sa mise à fruits est tardive, c'est l'une des variétés dont le ramassage est le plus précoce. Elle se prépare en vert dès le 20 août. Elle est l'une des composantes de l'AOC Huile d'olive de Provence avec l'aglandau, la bouteillan, la cayon, la salonenque et le petit ribier. Son rendement en huile atteint 14 à 16 %.